# Augusto Battaglieri
Agostino Giovanni Domenico Carlo Battaglieri, detto Augusto (Casale Monferrato, 10 settembre 1854 – Casale Monferrato, 28 febbraio 1929), è stato un avvocato e politico italiano.

## Biografia
Avvocato di professione, è stato deputato per quattro legislature in rappresentanza della sua città: ha ricoperto l'incarico di sottosegretario ai ministeri delle poste, della marina, dei trasporti e della guerra. Nominato senatore a vita nel 1919.